# Desmacididae
Desmacididae är en familj av svampdjur. Desmacididae ingår i ordningen Poecilosclerida, klassen horn- och kiselsvampar, fylumet svampdjur och riket djur. Enligt Catalogue of Life omfattar familjen Desmacididae 16 arter. 
Kladogram enligt Catalogue of Life:
| Desmacididae | \| \| Desmacidon \| \| \| \| \| \| Desmapsamma \| \| \| \| |
|              | \| \| Desmacidon \| \| \| \| \| \| Desmapsamma \| \| \| \| |
|              | Acarnidae                                                  |
|              |                                                            |
|              | Anchinoidae                                                |
|              |                                                            |
|              | Chondropsidae                                              |
|              |                                                            |
|              | Cladorhizidae                                              |
|              |                                                            |
|              | Coelosphaeridae                                            |
|              |                                                            |
|              | Crambeidae                                                 |
|              |                                                            |
|              | Crellidae                                                  |
|              |                                                            |
|              | Dendoricellidae                                            |
|              |                                                            |
|              | Desmacellidae                                              |
|              |                                                            |
|              | Esperiopsidae                                              |
|              |                                                            |
|              | Guitarridae                                                |
|              |                                                            |
|              | Hamacanthidae                                              |
|              |                                                            |
|              | Hymedesmidae                                               |
|              |                                                            |
|              | Hymedesmiidae                                              |
|              |                                                            |
|              | Iophonidae                                                 |
|              |                                                            |
|              | Iotrochotidae                                              |
|              |                                                            |
|              | Isodictyidae                                               |
|              |                                                            |
|              | Latrunculiidae                                             |
|              |                                                            |
|              | Merliidae                                                  |
|              |                                                            |
|              | Microcionidae                                              |
|              |                                                            |
|              | Mycalidae                                                  |
|              |                                                            |
|              | Myxillidae                                                 |
|              |                                                            |
|              | Phellodermidae                                             |
|              |                                                            |
|              | Phoriospongidae                                            |
|              |                                                            |
|              | Podospongiidae                                             |
|              |                                                            |
|              | Raspailiidae                                               |
|              |                                                            |
|              | Rhabderemiidae                                             |
|              |                                                            |
|              | Sollasellidae                                              |
|              |                                                            |
|              | Tedaniidae                                                 |
|              |                                                            |
|              | Desmacidon                                                 |
|              |                                                            |
|              | Desmapsamma                                                |
|              |                                                            |

|  | Desmacidon  |
|  |             |
|  | Desmapsamma |
|  |             |